# Ənvər Çingizoğlu
Ənvər Çingizoğlu (ur. 10 maja 1962 w Xudayarlı, zm. 10 lipca 2022 w Baku) – azerski pisarz, dziennikarz i historyk specjalizujący się w historii średniowiecznej oraz w historii Azerbejdżanu, Iranu i Imperium Osmańskiego. Był autorem ponad 100 książek i artykułów naukowych o tej tematyce, które cieszą się uznaniem czytelników i ekspertów. Należał do Związku Dziennikarzy Azerbejdżanu.

## Życiorys
W latach 1980–1982 był żołnierzem Armii Radzieckiej.
W 1990 ukończył studia dziennikarskie na Bakijskim Uniwersytecie Państwowym. Prowadził badania w zakresie folkloru, etnografii i genealogii.
Od 1994 roku do marca 2014 roku pracował kolejno jako redaktor, starszy redaktor, szef działu w AzTV. Od marca 2014 roku do śmierci był zastępcą redaktora naczelnego Azərbaycantelefilm.
W 2019 roku został uhonorowany tytułem Zasłużonego Działacza Kultury.
Zmarł 10 lipca 2022 roku.

## Publikacje
- Hacılılar (2004)
- Səfikürdlülər (2005)
- Avşarlar (2008)[7]
- Qacar kəndi və qacarlar (2008)[8]
- Qarabağ xanlığı (2008)[9]
- Zülqədər eli (2011)[10]
- Baharlılar (2013)
- Hacı Sämäd xan Müqäddäm: tarixi-bioqrafik tädqiqat (2013)[11]
- Marağa xanlığı („2013)
- Püsyan eli (2013)
- Şəmşəddil sultanlığı (2013)
- Sərab xanlığı (2013)
- Urmiya xanlığı (2013)[12]
- Ərdəbil xanlığı (2014)
- Avşar boyunun qurduğu dövlət: Mosul atabəyliyi (2015)[13]
- Sarıcalı (2015)[14]
- Zəncan xanlığı (2015)
- İlu-Əfşar (2016)
- Xalxal xanlığı (2016)[15]